# Griniga Gamla Gubbar
Griniga gamla gubbar är även en amerikansk film från 1993.
Griniga Gamla Gubbar var en hiphop-duo, aktiv under 2003.
Gruppen bestod av Wille Crafoord (som också var med i Just D) och Johan Johansson (som bland annat varit med i KSMB, John Lenin och Strindbergs), de framträdde under artistnamnen Greven respektive Kamrat Johansson.
Wille Crafoord har senare kommenterat att "[...] albumet dog martyrdöden under kritikerbilan".

## Diskografi[1]
Samtliga skivor utgivna av Birdnest Records.

### Album
- 2003 – Griniga Gamla Gubbar

### Singlar
- 2003 – Vafötaresåntid?
- 2003 – Sjysstara
- 2003 – Larsson